# Janssen
Janssen is een Nederlandse en Duitse achternaam. De naam verwijst naar de zoon van iemand die Jan, Jans of Johannes heet (Jans zoon). Daarmee is het een versteend patroniem. Varianten zijn: Janse, Jansen, Jansens, Janson, Jansons, Janssoen, Jansse, Janssens, Jansze, Janze, Janzen, Janßen en Janzon.

## Geschiedenis

### Nederland
De eerst bekende Janssoen uit Nederland (voorlopers van de naam niet meegerekend) is ene Johan Snackert Janssoen (een dialectvariant van Janssen) uit 1467. In 1489 kwam ook een Henrik Janssoen voor. Een andere bekende naamdrager is slotenmaker Brandt Janssoen (een dialectvariant van Janssen), die tussen 1563 en 1592 in Elburg woonachtig was. Op 15 januari 1592 schreef hij Ick Brandt Janssoen Slotemaker love und swere…, waarmee hij zijn naam bevestigde. Nadien schreef hij zijn naam ook nog als Jansen. In eerste instantie behoorde Elburg ook tot het kerngebied van de namen Janssoen, Janssen en Jansen, maar aan het begin van de 21e eeuw werd door het Meertens Instituut vastgesteld dat dit thans niet meer het geval is. Vanaf 1616 en vooral vanaf 1633 nam het gebruik ervan in het Hertogdom Gelre toe, zo stelde de Historische Vereniging Gelderland in 1905 op basis van oude documenten vast tijdens een bespreking van historische namen.
De naam komt overal in Nederland voor, maar het kerngebied ligt sinds 2007 in de streek Nijmegen-Venlo.

### Duitsland
De eerst bekende Janssen uit Duitsland is ene Jan Janssen uit Emmerik. Hij werd in 1599 vermeld als een van de vijf geëxecuteerden omwille van een moord.

## Personen met de achternaam Janssen

### Belgische personen
- Albert-Edouard Janssen, advocaat en politicus
- Arthur Janssen, kanunnik, bestuurder en hoogleraar
- Camille Janssen, gouverneur-generaal van Kongo-Vrijstaat
- Charles Janssen, advocaat en politicus
- Charles-Emmanuel Janssen, industrieel en politicus
- Constant Janssen, arts
- Daniel Janssen, industrieel
- Eppo Janssen, programmamaker
- Eric Janssen, bankier en industrieel
- Fred Janssen, programmamaker, presentator en reporter
- Georges Janssen, advocaat, bankier en econoom
- Jeanne Janssen-Peeraer, politica
- Jeroen Janssen, stripauteur
- Jochen Janssen, voetballer
- Kolet Janssen, jeugdauteur
- Leo Janssen, priester en missionaris
- Luc Janssen, radio- en televisieprogrammamaker
- Ludovic Janssen, kunstenaar
- Marc Janssen, acteur
- Nicolas Janssen, politicus
- Patrick Janssen, politicus
- Paul Janssen, arts en farmacoloog
- Pier Janssen, voetballer en voetbaltrainer
- Roel Janssen, zwemmer
- Roland Janssen, voetballer
- Tony Janssen, syndicalist
- Werner Janssen, politicus

### Nederlandse personen
- Ad Janssen, kok, ondernemer en televisiepresentator
- Antoine Janssen, politicus
- Anton Janssen, voetballer en voetbaltrainer
- Antoni Janssen, burgemeester
- August Janssen, ondernemer en filantroop
- Berber Esha Janssen, model, actrice, presentatrice en zangeres
- Bert Janssen, politicus
- Bertrand Janssen, auto-ontwerper
- Bryan Janssen, voetballer
- Casper Janssen, zanger
- Christian Wilhelm Janssen, ondernemer en sociaal-betrokken filantroop
- Conny Janssen, danseres, choreografe en artistiek leider
- Dennis Janssen, voetballer
- Dirk Janssen, gymnast
- Dominique Bloodworth-Janssen, voetbalster
- Ed Janssen, voetbalscheidsrechter
- Eva Janssen, hoorspelactrice
- Eva Janssen, triatlete
- Famke Janssen, actrice
- François Janssen, rechter en politicus
- Frans Janssen, bisschop
- Frans Janssen, voetballer
- Frans A. Janssen, boekhistoricus
- Frederik Lodewijk Janssen, architect (1850-1925)
- Frederik Lodewijk Janssen, architect en meubelontwerper (1885-1959)
- Freek Janssen, handballer
- Giel Janssen, politicus
- Guus Janssen, atleet
- Guus Janssen, componist en pianist
- Hans Janssen, politicus
- Harie Janssen, dirigent en organist
- Harm Janssen, wethouder
- Harm Janssen, burgemeester
- Harrie Janssen, componist, muziekpedagoog, dirigent en trombonist
- Hendrikus Hubertus (Harry) Janssen, hoogleraar en politicus
- Henk Janssen, touwtrekker
- Henk Janssen, voetballer
- Huib Janssen, voetballer
- Huub Janssen, drummer
- Ivo Janssen, pianist
- Jac.J. Janssen, egyptoloog en hoogleraar
- Jacques Janssen, hoogleraar
- Jan Janssen, wielrenner
- Jarno Janssen, voetballer
- Jean Janssen, voetbaltrainer
- Jim Janssen van Raaij, politicus
- Jip Janssen, hockeyer
- Johan Janssen (politicus), politicus
- Johannes Jacobus Janssen, burgemeester
- Joke Janssen, schrijfster
- Joop Janssen, voetballer
- Joris Janssen, voetballer
- Josephus Johannes Janssen, burgemeester
- Jules Janssen, verzetsstrijder
- Kitty Janssen, actrice
- Koos Janssen, burgemeester
- Lidwien Janssen, activiste
- Lino Janssen, handballer
- Mark Janssen, illustrator
- Mark Janssen, voetballer
- Marleen Janssen, hoogleraar
- Mart Janssen, voetballer
- Martinus Maria Aloysius Antonius Janssen, politicus
- Mathieu Janssen, dirigent, muziekpedagoog, organist en tubaïst
- Miek Janssen, kunstschilder, tekenaar en auteur
- Miguel Janssen, atleet
- Nicolaus Adrianus Janssen, geestelijke, componist en muziekpedagoog
- Noud Janssen, voetballer en voetbaltrainer
- Paul Janssen, politicus
- Paul Janssen, voetballer (1970)
- Paul Janssen, voetballer (1971)
- Peter Janssen, dierenactivist, bekend onder het pseudoniem "vegan streaker"
- Peter Wilhelm Janssen, oprichter van de Deli Maatschappij en filantroop
- Pierre Janssen, journalist, museumconservator en televisiepresentator
- Pieter Janssen, grafisch vormgever en illustrator
- Pieter Jan Janssen, burgemeester
- Raf Janssen, socioloog en politicus
- René Janssen, chemisch fysicus en hoogleraar
- Richard Janssen, gitarist en zanger
- Rik Janssen, politicus
- Rob Janssen, dj, presentator en zanger
- Rob Janssen, dj, bekend onder het pseudoniem DJ Rob
- Robert Janssen, psycholoog en hoogleraar
- Robert Janssen, voetballer
- Robin Janssen, voetballer
- Roel Janssen, voetballer
- Rozemarijn Janssen, alpiniste
- Ruud Janssen, docent en kunstenaar
- Ruud Janssen, grafisch ontwerper
- Ruud Janssen, schaker
- Servé Janssen, politicus
- Simon Janssen, voetballer
- Sjef Janssen, dressuurruiter- en trainer
- Sjef Janssen, wielrenner
- Sjoerd Janssen, dj en muziekproducent
- Tarikh Janssen, acteur
- Theo Janssen, voetballer
- Tim Janssen, voetballer
- Tom Janssen, politiek tekenaar
- Ton Janssen, politicus
- Victor Janssen, voetballer
- Vincent Janssen, voetballer
- Werner Janssen, filosoof, taalkundige, dichter en hoogleraar
- Willem Janssen, voetballer (1880-1976)
- Willem Janssen, muzikant, bekend onder het pseudoniem Clemm
- Willem Janssen, voetballer (1986)
- Willem Hendrik Leonard Janssen van Raay, ingenieur, hoogleraar en rector
- Willy Janssen, voetballer
- Wim Janssen, burgemeester
- Wim Janssen, voetballer
- Wouter Janssen, dj en muziekproducent
- Yannick Janssen, wielrenner

### Andere nationaliteiten
- Arnold Janssen, Duits priester
- David Janssen, Amerikaans acteur
- Gerhard Janssen, Duits kunstschilder
- Pierre Janssen, Frans astronoom

## Familie
- Gebroeders Janssen, Belgische duivenmelkers
- Janssen, Belgisch adellijk geslacht

## Artiest
- Janse Bagge Bend, een band uit Susteren

## Astronomie
- Janssen (exoplaneet), exoplaneet (55 Cancri e)
- Janssen (inslagkrater), inslagkrater op de Maan
- Janssen (Marskrater), krater op Mars

## Bedrijf
- Janssen Pharmaceutica, Belgisch farmaceutisch bedrijf

## Fictief figuur
- Jansen en Janssen, personages uit de Belgisch stripreeks Kuifje

## Gebouw
- Janssenmolen, molen in de Nederlandse plaats Oirsbeek
- Molen Janssen, watermolen in de Belgische plaats 's-Gravenvoeren
- P.W. Janssen Ziekenhuis, voormalig ziekenhuis in de Nederlandse plaats Almen

## Kunst
- Collectie Janssen, verzameling precolumbiaanse archeologica tentoongesteld in het Museum aan de Stroom in de Belgische stad Antwerpen

## Media
- Jansen en Janssen, Nederlands televisieprogramma

## Organisatie
- Buro Jansen & Janssen, Nederlandse belangenorganisatie

## Rechtspraak
- Zaak-Janssen, Belgische moord- en strafzaak